# Trigonella ramosissima
Trigonella ramosissima är en ärtväxtart som beskrevs av Meffert. Trigonella ramosissima ingår i släktet trigonellor, och familjen ärtväxter. Inga underarter finns listade i Catalogue of Life.